# Ron Ellis (basket-ball)
Pour les articles homonymes, voir Ron Ellis.
Ron Ellis, né le 18 novembre 1968, à Monroe, en Louisiane, est un ancien joueur américain naturalisé belge, de basket-ball. Il évolue au poste d'ailier fort.

## Palmarès
- Joueur de l'année de la Sun Belt Conference 1992